# 劉玉書
劉玉書（1884年—20世纪？），名嗣荣，字玉书，以字行。四川遂宁人，中華民国政治家。曾在南京国民政府、南京国民政府（汪精卫政权）任职。陆军中将。

## 生平
刘玉书毕业于日本陆军士官学校第四期。清末曾任禁卫军马队统带。中华民国成立后，历任总统府参议办公处参议、侍从武官、五省联军总司令部参谋处长、淞沪警察厅长、行政院驻平政务整理委员会顾问等职。1935年（民国24年）6月，他任天津市公安局長，翌年兼任工務局長。
汪精卫的南京国民政府成立后，劉玉書参加。劉在1943年（民国32年）2月任北京特別市市長。1945年（民国34年）2月辞任，3月任華北政務委員会委員。日本投降後，1945年12月5日，劉玉書在北平被以漢奸罪逮捕，1946年（民国35年）10月31日被判处有期徒刑15年。
以後劉玉書的生平事迹不明。